# Manulife Financial LPGA Classic
De Manulife Financial LPGA Classic is een jaarlijks golftoernooi voor vrouwen, dat deel uitmaakt van de LPGA Tour. Het toernooi werd opgericht in 2012 en vindt sindsdien plaats op de Grey Silo Golf Course in Waterloo, Ontario.
Het toernooi wordt over vier dagen gespeeld in een strokeplay-formule en na de tweede dag wordt de cut toegepast.

## Golfbanen
| Jaar  | Golfbaan              | Plaats            | Info                 |
| ----- | --------------------- | ----------------- | -------------------- |
| 2012- | Grey Silo Golf Course | Waterloo, Ontario | Baanrecord: 61 (-10) |

## Winnaressen
| Jaar | Winnares          | Score | Score | Info                                                     |
| ---- | ----------------- | ----- | ----- | -------------------------------------------------------- |
| 2012 | Brittany Lang po  | 268   | –16   | Won de play-off van Kyung Seo, Inbee Park en Chella Choi |
| 2013 | Hee-Young Park po | 258   | –26   | Won de play-off van Angela Stanford                      |
| 2014 | Inbee Park        | 261   | –23   |                                                          |

| Toernooirecord |  | po = winnares na play-off |